# Kohesin

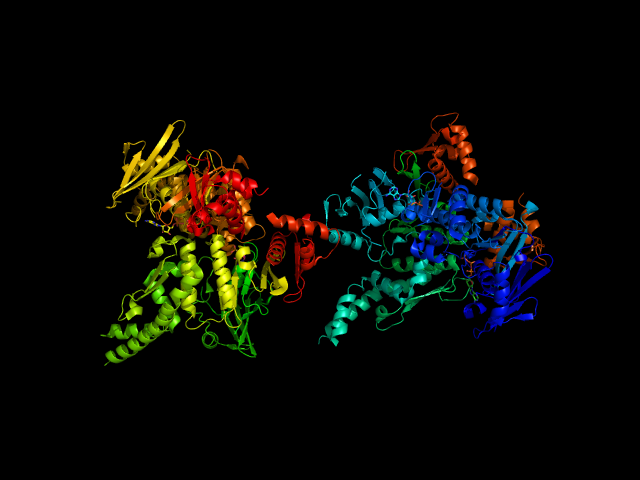
Kohesin

Kohesin či také kohezin je proteinový komplex složený z několika podjednotek, který drží u sebe sesterské chromatidy. Tuto funkci vykonává od doby, kdy došlo k replikaci DNA (tedy v S-fázi buněčného cyklu), až do anafáze mitotického dělení (či do anafáze II meiotického dělení). Kohesin se váže na sekvence DNA z tzv. Alu rodiny a jeho funkci v anafázi ukončí až enzym separáza (ale v anafázi I meiotického dělení tomuto oddělení zabrání protein Sgo).